# BarCamp

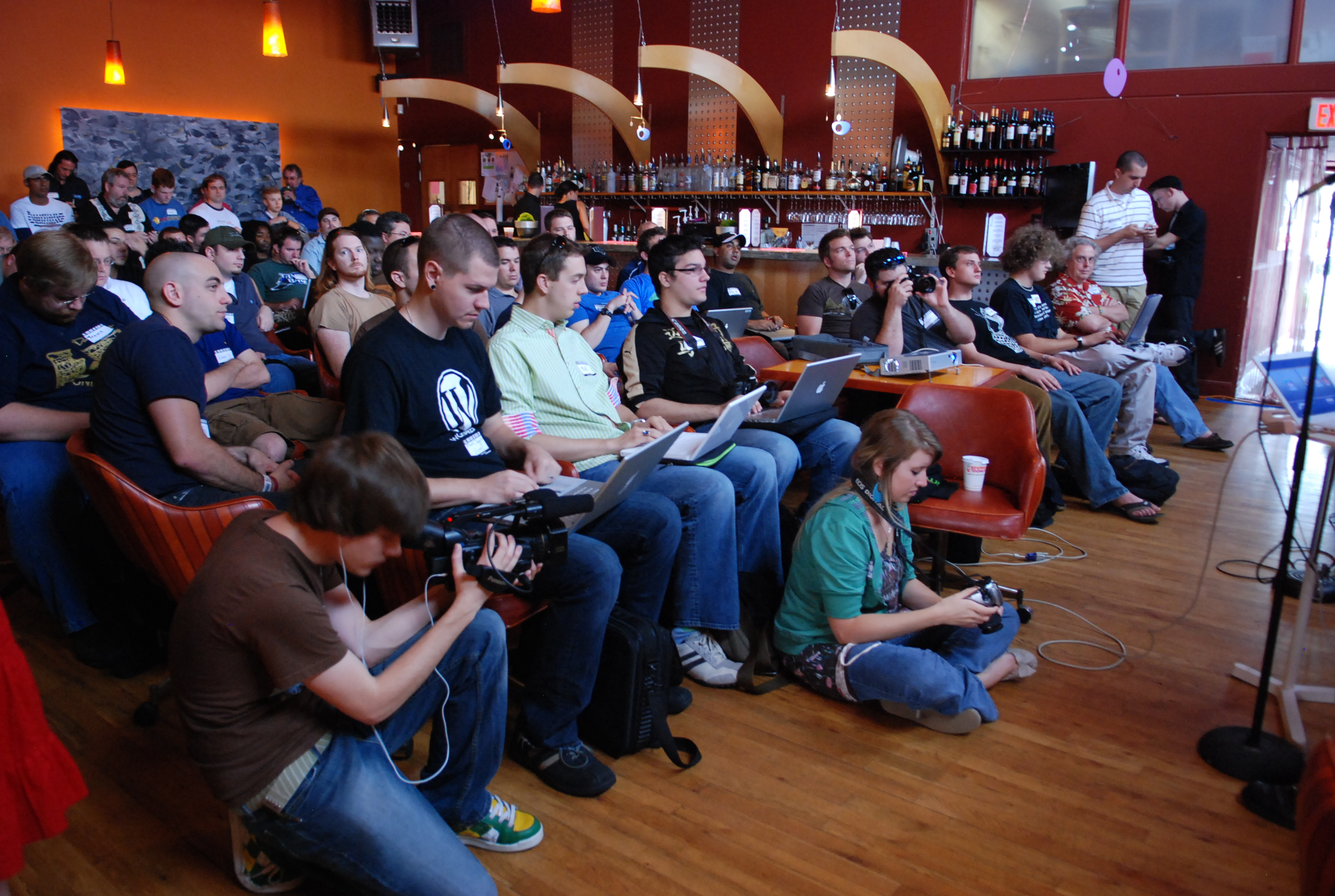
BarCamp Orlando

A BarCamp felhasználók által létrehozott nemzetközi konferenciák hálózata – nyitott, műhelymunkára épülő eseményeké, ahol a tartalmat a résztvevők szolgáltatják. Az első BarCamp konferenciák a korai stádiumban lévő webes applikációkra, más nyílt forrású technológiákra, protokollokra, adatformátumokra összpontosítottak, de később más témákban (tömegközlekedés, egészségügy, politika) is szerveztek ilyeneket.

## Története
A konferencia neve hackerek által használt szlengből, a foobarból alkotott szójáték. A konferencia megpróbálja összehozni azokat a felhasználókat, akik nyílt forrású programokat használnak. Az első konferencia a kaliforniai Palo Altóban volt 2005. augusztus 19-21. között. Kevesebb mint egy hét alatt szervezték meg, 200-an vettek részt rajta. Azóta a BarCamp több mint 350 városban lett megrendezve a világ minden táján. Hogy megünnepeljék a BarCamp egyéves évfordulóját, egy több helyszínen megrendezésre kerülő BarCampet (BarCampEarth) hoztak létre 2006. augusztus 25-27-én. A második éves évfordulójukat Palo Altóban tartották, tisztelegve az első konferencia otthonának. Több mint 800-an vettek részt rajta.

## Hatás
Ez volt az első olyan konferencia, amit a felhasználók hoztak létre, és hamarosan ez egy konferenciamodell lett. Nagy előnye hogy nagyon felhasználóbarát. A BarCampnek egy teljesen új változata is kialakult, A MiniBarCamp. A BarCamp szervezett „evangéliumot hirdető” főleg a neten keresztül, a Web 2.0 eszközeit használja a működéshez. Bárki használhatja a BarCam-et a BarCampWiki segítségével.

### Referenciák
- Hart, Kim. „Twittering Types Share Ideas Offline”, Washington Post, 2008. október 20.
- Malay Mail BarCamp Malaysia About Malaysia First Barcamp, 3rd July 2008
- Anon. Podcamp Boston. Podcasting News. June 27, 2006. Hozzáférés ideje: June 30, 2006.
- BarCamp.org (website). Hozzáférés ideje: June 30, 2006.
- Calishain, Tara. Triangle Techies Heading for a BarCamp, WRAL's TechTalk Weblog. June 27, 2006. Hozzáférés ideje: June 30, 2006.
- Çelik, Tantek. Remembering the idea of BarCamp, Tantek's Thoughts. July 10, 2006. Hozzáférés ideje: July 14, 2006.
- Craig, Kathleen. Why "unconferences" are fun conferences. Business 2.0 Magazine. June 6, 2006. Hozzáférés ideje: June 30, 2006.
- Messina, Chris. Bar camp buzz builds; the story twists, turns, shouts! FactoryCity (weblog). August 18, 2005. Hozzáférés ideje: June 30, 2006.
- Murali, J. New conferencing tool: An attempt to conduct on-line meetings in a participatory environment Archiválva 2006. április 22-i dátummal a Wayback Machine-ben. The Hindu. April 17, 2006. Hozzáférés ideje: June 30, 2006.
- Singel, Ryan. Barring None, Geek Camp Rocks. Wired News. August 23, 2005. Hozzáférés ideje: June 30, 2006.
- Solaris, Julius A collection of resources to run a BarCamp. Event Manager Blog. January 31, 2008, Hozzáférés ideje: February 28, 2008.
- Jagadeesh, Namith. With focus on human interaction, "unconferences" come of age Archiválva 2009. február 7-i dátummal a Wayback Machine-ben. "LiveMint". May 26, 2008. Hozzáférés ideje: May 26, 2008.
- Tarun Chandel. Bridging the gap between students and industry. "LiveMint". Mar 8, 2008. Hozzáférés ideje: Mar 8, 2008.

### BarCamp konferenciák
- Ambohidahy Antananarivo, Madagaszkár
- Ahmadábád, India[halott link]
- Argentína Archiválva 2008. december 17-i dátummal a Wayback Machine-ben
- Auckland, Új-Zéland
- Baku, Azerbajdzsán
- Bengaluru, India Archiválva 2009. január 7-i dátummal a Wayback Machine-ben
- Bangkok, Thaiföld
- Bishkek, Kirgizisztán
- Bratislava, Szlovákia
- Brazília Archiválva 2008. december 21-i dátummal a Wayback Machine-ben
- Brighton, UK
- Calgary, Kanada
- Csennai, India
- Chicago, Illinois
- Copenhagen, Dánia
- Cork, Írország
- Delhi, India
- Des Moines, Iowa
- Edinburgh, UK
- Edmonton, Kanada
- Ghent, Belgium[halott link]
- Grand Rapids, MI
- Ho Chi Minh City, Vietnam Archiválva 2008. december 16-i dátummal a Wayback Machine-ben
- Hamburg, Németország
- Ho Chi Minh City, Vietnam Archiválva 2008. december 16-i dátummal a Wayback Machine-ben
- Hongkong
- Hyderabad, India
- Johannesburg, Dél-Afrika
- Kampala, Uganda
- Kerala, India
- Kiev, Ukrajna
- Lima, Peru
- London, UK
- Los Angeles, Kalifornia
- Madison, Wisconsin
- Malajzia
- Melbourne, Ausztrália
- Memphis, Tennessee Archiválva 2008. december 6-i dátummal a Wayback Machine-ben
- Milwaukee, Wisconsin
- Minnesota
- Mumbai
- München, Németország
- Nashville, Tennessee Archiválva 2008. december 17-i dátummal a Wayback Machine-ben
- Phnom Penh, Kambodzs
- Portland, Oregon
- Pune, India
- Riga, Lettország
- St. Louis, Missouri
- San Antonio, Texas
- San Diego, Kalifornia
- Taipei, Tajvan
- Toronto, Kanada
- Vancouver, Kanada
- Washington, DC
- Waterloo, Kanada